# WTA-toernooi van Pennsylvania
Het WTA-toernooi van Pennsylvania is een voormalig tennistoernooi voor vrouwen dat in niet-aaneengesloten perioden tussen 1952 en 1986 plaatsvond in de Amerikaanse staat Pennsylvania.
Vanaf 1981 organiseerde de WTA het toernooi, dat werd gespeeld op overdekte banen.
Er werd door 32 deelneemsters per jaar gestreden om de titel in het enkelspel, en door 16 paren om de dubbelspeltitel. 

## Officiële namen
| 1952      | Eastern Pennsylvania State Championships |
| 1961–1972 | Pennsylvania Grass Court Championships   |
| 1981–1982 | Avon Futures of Central Pennsylvania     |
| 1983–1986 | Virginia Slims of Pennsylvania           |

## Meervoudig winnaressen enkelspel
| speelster                 | aantal titels | in de jaren      |
| ------------------------- | ------------- | ---------------- |
| Margaret Smith c.q. Court | 3             | 1962, 1969, 1970 |
| Billie Jean Moffitt       | 2             | 1961, 1965       |

## Enkel- en dubbelspeltitel in één jaar
| speelster                 | in het jaar |
| ------------------------- | ----------- |
| Margaret Smith c.q. Court | 1962, 1969  |
| Darlene Hard              | 1963        |
| Billie Jean Moffitt       | 1965        |
| Virginia Wade             | 1972        |
| Robin White               | 1985        |

## Finales

### Enkelspel
| Datum      | Naam                                   | ($)           | Ondergrond        | Winnares               | Verliezend finaliste | Uitslag       |
| ---------- | -------------------------------------- | ------------- | ----------------- | ---------------------- | -------------------- | ------------- |
| 1952-07-14 | Eastern Pennsylvania State Champ's     |               | gras, buiten      | Maureen Connolly       | Bunny Vosters        | 6-2, 6-0      |
| 1953–1960  | geen toernooi                          | geen toernooi | geen toernooi     | geen toernooi          | geen toernooi        | geen toernooi |
| 1961-07-24 | Pennsylvania Grass Court Championships |               | gras, buiten      | Billie Jean Moffitt    | Justina Bricka       | 6-3, 6-4      |
| 1962-07-23 | Pennsylvania Grass Court Championships |               | gras, buiten      | Margaret Smith         | Karen Hantze-Susman  | 6-4, 10-8     |
| 1963-07-22 | Pennsylvania Grass Court Championships |               | gras, buiten      | Darlene Hard           | Margaret Smith       | 6-2, 7-9, 6-3 |
| 1964-07-20 | Pennsylvania Grass Court Championships |               | gras, buiten      | Justina Bricka         | Carole Caldwell      | 6-4, 18-16    |
| 1965-07-19 | Pennsylvania Grass Court Championships |               | gras, buiten      | Billie Jean Moffitt    | Carole Graebner      | 6-1, 6-2      |
| 1966–1968  | geen toernooi                          | geen toernooi | geen toernooi     | geen toernooi          | geen toernooi        | geen toernooi |
|            | ↓ open tijdperk ↓                      |               |                   |                        |                      |               |
| 1969-08-11 | Pennsylvania Grass Court Championships | 15.000        | gras, buiten      | Margaret Court         | Virginia Wade        | 6-4, 6-4      |
| 1970-08-18 | Pennsylvania Grass Court Championships |               | gras, buiten      | Margaret Court         | Patricia Walkden     | 6-1, 6-0      |
| 1971-08-16 | Pennsylvania Grass Court Championships | 15.000        | gras, buiten      | Eliza Pande            | Lesley Bowrey        | 0-6, 6-2, 6-3 |
| 1972-08-21 | Pennsylvania Grass Court Championships | 15.000        | gras, buiten      | Virginia Wade          | Laurie Fleming       | 6-4, 6-1      |
| 1973–1980  | geen toernooi                          | geen toernooi | geen toernooi     | geen toernooi          | geen toernooi        | geen toernooi |
| 1981-02-02 | Avon Futures of Central Pennsylvania   | 30.000        | hardcourt, binnen | Marianne van der Torre | Heidi Eisterlehner   | 6-0, 7-6      |
| 1982-03-01 | Avon Futures of Central Pennsylvania   | 40.000        | hardcourt, binnen | Andrea Temesvári       | Catherine Tanvier    | 6-4, 6-2      |
| 1983-02-14 | Ginny of Hershey                       | 50.000        | tapijt, binnen    | Carling Bassett        | Sandy Collins        | 2-6, 6-0, 6-4 |
| 1984-01-09 | Ginny of Pennsylvania                  | 50.000        | tapijt, binnen    | Catarina Lindqvist     | Beth Herr            | 6-4, 6-0      |
| 1985-02-25 | Virginia Slims of Pennsylvania         | 75.000        | tapijt, binnen    | Robin White            | Anne Minter          | 6-7, 6-2, 6-2 |
| 1986-03-03 | Virginia Slims of Pennsylvania         | 75.000        | tapijt, binnen    | Janine Tremelling      | Catherine Suire      | 6-1, 6-4      |

### Dubbelspel
| Datum      | Naam                                   | ($)           | Ondergrond        | Winnaressen                             | Verliezend finalistes                   | Uitslag         |
| ---------- | -------------------------------------- | ------------- | ----------------- | --------------------------------------- | --------------------------------------- | --------------- |
| 1961-07-24 | Pennsylvania Grass Court Championships |               | gras, buiten      | Margaret duPont Margaret Varner         | Carole Caldwell Billie Jean Moffitt     | 6-2, 6-2        |
| 1962-07-23 | Pennsylvania Grass Court Championships |               | gras, buiten      | Justina Bricka Margaret Smith           | Billie Jean Moffitt Karen Hantze-Susman | 7-5, 3-6, 8-6   |
| 1963-07-22 | Pennsylvania Grass Court Championships |               | gras, buiten      | Maria Bueno Darlene Hard                | Robyn Ebbern Margaret Smith             | 6-8, 16-14, 6-4 |
| 1964-07-20 | Pennsylvania Grass Court Championships |               | gras, buiten      | Virginia Brown Carole Caldwell-Graebner | Judy Alvarez Tory Fretz                 | 6-3, 2-6, 6-4   |
| 1965-07-19 | Pennsylvania Grass Court Championships |               | gras, buiten      | Billie Jean Moffitt Karen Hantze-Susman | Margaret duPont Margaret Varner         | 6-4, 6-1        |
| 1966–1968  | geen toernooi                          | geen toernooi | geen toernooi     | geen toernooi                           | geen toernooi                           | geen toernooi   |
|            | ↓ open tijdperk ↓                      |               |                   |                                         |                                         |                 |
| 1969-08-11 | Pennsylvania Grass Court Championships | 15.000        | gras, buiten      | Margaret Court Virginia Wade            | Gail Chanfreau Lesley Hunt              | 6-3, 6-0        |
| 1970-08-03 | Pennsylvania Grass Court Championships |               | gras, buiten      | Gail Chanfreau Françoise Dürr           | Mary-Ann Curtis Valerie Ziegenfuss      | 6-3, 6-2        |
| 1971-08-16 | Pennsylvania Grass Court Championships | 15.000        | gras, buiten      | Lesley Bowrey Helen Gourlay             | Laura duPont Marjory Gengler            | 5-7, 6-1, 6-1   |
| 1972-08-21 | Pennsylvania Grass Court Championships | 15.000        | gras, buiten      | Virginia Wade Sharon Walsh              | Brenda Kirk Patricia Pretorius          | 7-6, 6-2        |
| 1973–1980  | geen toernooi                          | geen toernooi | geen toernooi     | geen toernooi                           | geen toernooi                           | geen toernooi   |
| 1981-02-02 | Avon Futures of Central Pennsylvania   | 30.000        | hardcourt, binnen | Laura duPont Barbara Jordan             | Andrea Buchanan Kim Sands               | 7-5, 6-3        |
| 1982-03-01 | Avon Futures of Central Pennsylvania   | 40.000        | hardcourt, binnen | Anne Hobbs Susan Leo                    | Barbara Hallquist Nancy Yeargin         | 6-2, 6-0        |
| 1983-02-14 | Ginny of Hershey                       | 50.000        | tapijt, binnen    | Lea Antonoplis Barbara Jordan           | Sherry Acker Ann Henricksson            | 6-3, 6-4        |
| 1984-01-09 | Ginny of Pennsylvania                  | 50.000        | tapijt, binnen    | Kateřina Skronská Marcela Skuherská     | Ann Henricksson Nancy Yeargin           | 6-1, 6-3        |
| 1985-02-25 | Virginia Slims of Pennsylvania         | 75.000        | tapijt, binnen    | Mary-Lou Piatek Robin White             | Lea Antonoplis Wendy White              | 6-4, 7-6        |
| 1986-03-03 | Virginia Slims of Pennsylvania         | 75.000        | tapijt, binnen    | Candy Reynolds Anne Smith               | Sandy Collins Kim Sands                 | 7-6, 6-1        |

ITF-toernooien (mannen en vrouwen)

ATP-toernooien (mannen) – ATP-seizoen 2025

WTA-toernooien (vrouwen) – WTA-seizoen 2025

Voormalige toernooien mannen
Voormalige toernooien vrouwen
Voormalige amateurtoernooien